# جوزف بوگی
جوزف بوگی (انگلیسی: Joseph Boughey؛ 1873 – ۱۹۳۵ (۶۱−۶۲ سال)) بازیکن فوتبال اهل بریتانیا بود.
از باشگاه‌هایی که در آن بازی کرده‌است می‌توان به باشگاه فوتبال پورت ویل اشاره کرد.